# Laurentiova legenda
Vavřincova legenda – Utrpení svatého Václava je latinsky psaná legenda z 10. nebo 11. století, popisující život a mučednickou smrt knížete (svatého) Václava. Jejím autorem je Laurentius (Vavřinec), mnich benediktinského kláštera na Monte Cassino, pozdější arcibiskup v Amalfi.

## Překlady
- Latinský text a překlad Josefa Truhláře ve Fontes Rerum Bohemicarum I [nedostupný zdroj].
- Překlad Zdeňka Kristena na stránkách společnosti Moravia Magna .